# The Three Musketeers (2011)
The Three Musketeers is een film uit 2011, gebaseerd op de gelijknamige roman van Alexandre Dumas père. De film werd uitgebracht in 3D en ging op 1 september 2011 in Duitsland in première.

## Verhaal
De jonge D'Artagnan reist na zijn vrijlating uit Gascogne naar Parijs om zich aan te sluiten bij de Musketiers. Samen met Athos, Aramis en Porthos probeert hij vervolgens te voorkomen dat kardinaal de Richelieu en geheim agente Milady de Winter een oorlog tussen Frankrijk en Engeland ontketenen.

## Rolverdeling
- Logan Lerman als D'Artagnan
- Matthew Macfadyen als Athos
- Ray Stevenson als Porthos
- Luke Evans als Aramis
- Milla Jovovich als Milady de Winter
- Christoph Waltz als Kardinaal de Richelieu
- Mads Mikkelsen als Rochefort
- Orlando Bloom als de Hertog van Buckingham
- Gabriella Wilde als Constance Bonacieux
- James Corden als Planchet
- Freddie Fox als Lodewijk XIII
- Juno Temple als Koningin Anna
- Til Schweiger als Cagliostro
- Carsten Norgaard als Jussac

## Opnamelocaties
De film is opgenomen in Duitsland waar de binnenscènes werden gedaan in Filmstudio Babelsberg. Andere filmlocaties zijn:
- Bamberg
- Burghausen
- Slot Herrenchiemsee, Herrenchiemsee
- München
- Vesting Marienberg , Würzburg
- Residentie van Würzburg, Würzburg

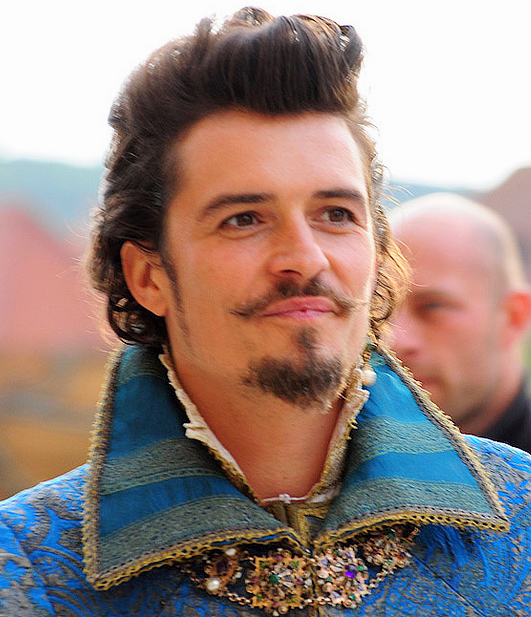
Orlando Bloom als de hertog van Buckingham
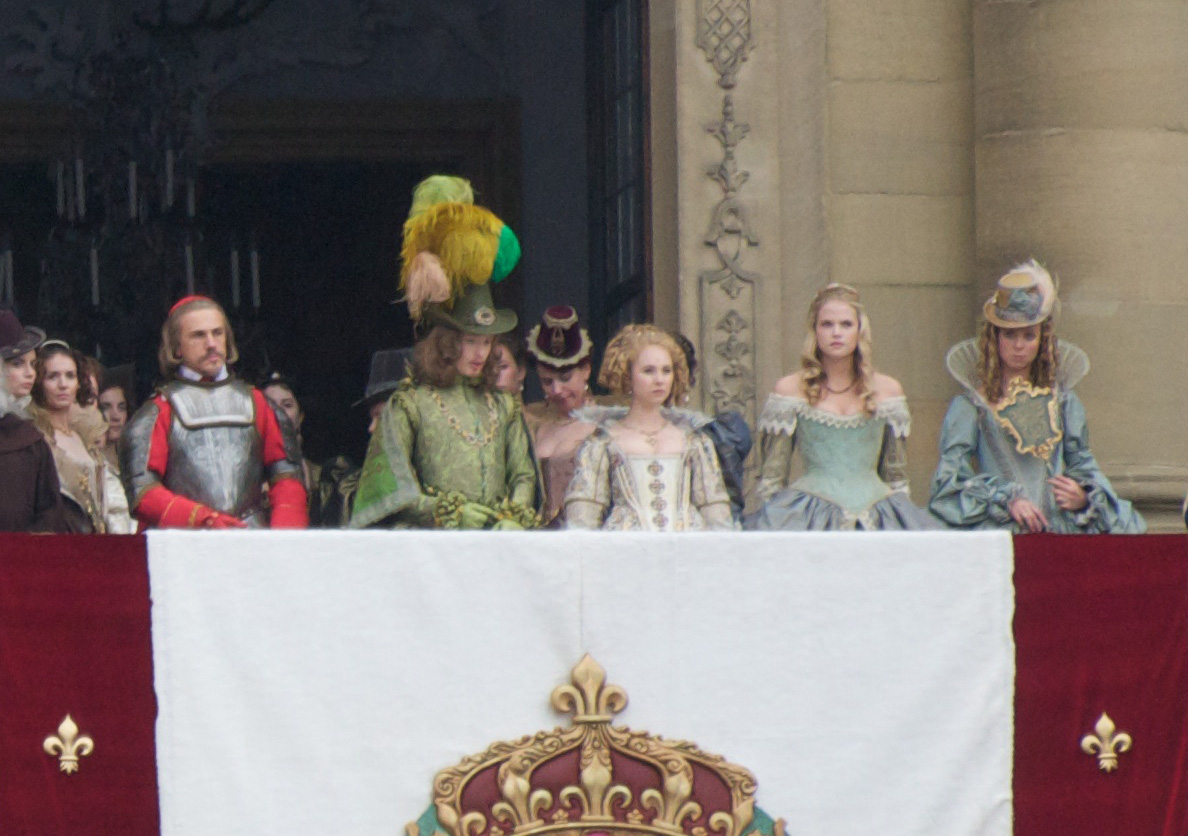
Scène op de Residentie van Würzburg